# Dragoon hadművelet
A Dragoon hadművelet a szövetséges haderők dél-franciaországi partraszállása a második világháborúban, amely 1944. augusztus 15-én vette kezdetét. A hadművelet célja inkább harcászati és hadműveleti, semmint hadászati jelentőségű volt. A franciaországi német erőket kellett megosztania abból a célból, hogy a normandiai hídfőállásokból való sikeres kitöréseket biztosítsa, német utánpótlásokat ne vezényeljenek át Dél-Franciaországból észak felé. A támadást az 1. légi szállítású csapásmérő erő (1st Airborne Task Force) kezdte meg légideszant műveleteivel, melyet az amerikai hetedik hadsereg (US 7th Army) partra szállása követett, a következő napon pedig a 1. francia hadsereg (1re armée française) szállt partra. A hadművelet sikerei miatt a német G hadseregcsoport (Heeresgruppe G) felhagyni kényszerült dél-franciaországi területeit és folyamatos visszavonulásokban haladt át a Vogézeken. A visszahagyott német csapatok, egyre távolabb kerülve a frontvonaltól, később megadták magukat. Annak ellenére, hogy a sikeresen végrehajtott kombinált hadművelet milyen összetett volt, nem igazán közismert, a nyár eleji Overlord hadművelet később elleplezte a jelentőségét.

## Előzmények
A tervezési szakaszban a hadművelet az Anvil („üllő”) nevet kapta, majd ezt változtatták Dragoonra („dragonyos”). Az amerikai és a brit hadvezetés között a kezdetektől ellentét bontakozott ki a tervet illetően. Az amerikaiak ragaszkodtak a támadáshoz, hogy így biztosítsák további franciaországi kikötők (pl.: Marseille) megszerzését a szövetséges csapatok számára. Mind Franklin D. Roosevelt, mind Eisenhower mereven ragaszkodott a terv végrehajtásához.
A brit álláspont a kezdetektől fogva az volt, hogy Dél-Franciaország helyett a rendelkezésre álló haderőt az olasz fronton kellene bevetni, s ezáltal a Balkán felől elvághatják Németországot olajforrásaitól, illetve a Szovjetunióval szemben előnyösebb pozíciót harcolhatnának ki a háború végére. Közép-Európa és a Balkán Németország által megszállt országai, köztük a Magyar Királyság is ezt a politikát fogadta volna szívesen. Azonban Churchill többszöri próbálkozása ellenére a hadműveletet az eredeti, a hadműveleti szempontból igazolhatóbb elképzelések szerint hajtották végre.

## A hadművelet
1944. augusztus 15-én a partraszállást, - melyet amerikai és francia csapatok hajtottak végre - a háború csekély számú tökéletesen végrehajtott légideszant-műveletének egyike vezette be, és légi-, valamint haditengerészeti bombázás támogatta. A partot védő 19. német hadsereget már korábban erősen meggyengítették a normandiai erők javára. 250 ezer katonáját mintegy 230 repülőgép támogatta, ezzel szemben a szövetségesek 500 ezer embert tettek partra 450 kereskedelmi- és 230 hadihajó segítségével, és akciójukat 1500 repülőgép is támogatta.